# Revak – Sklave von Karthago
Revak – Sklave von Karthago, auch Revak, der Sklave von Karthago (Originaltitel: Revak the Rebel / The Barbarians) ist ein 1960 erschienener Sandalenfilm mit Jack Palance in der Hauptrolle. Grundlage war der Roman The Barbarians von F. Van Wyck Mason.

## Handlung
Während des Zweiten Punischen Krieges erobert der karthagische Feldherr Kainus die neutrale Insel Penda. Um den heimischen König zur Kooperation zu bewegen, werden dessen Sohn Revak und seine Tochter Pheira als Geiseln verschleppt. Als Kainus auf der Rückfahrt die Prinzessin vergewaltigen will, sucht sie den Freitod im Meer. Revak wird nach Karthago gebracht und versklavt, schwört jedoch auf Rache und wehrt sich gegen seine Peiniger. Von Revaks Mut beeindruckt ordnet die karthagische Prinzessin Chirata an, Revak in die Zitadelle Karthago und ihren Palast zu holen.
Dort lernt Revak eine Reihe von Sklaven kennen, die unterstützt von dem griechischen Söldnerhauptmann Lycursus aus der Zitadelle ausbrechen wollen. Vorerst jedoch erliegt Revak den Annäherungsversuchen von Chirata, bis sie ihm eröffnet, dass sie die Schwester von Kainus ist, woraufhin Revak seine Rache wieder aufnehmen will. Unter Revaks Führung brechen die Sklaven gewaltsam aus der Zitadelle aus und kapern das im Hafen anlegende Schiff von Kainus, der von Revak im Zweikampf getötet wird. Die befreiten Sklaven setzen Segel und verlassen Karthago.